# بن پرواد
بن پرواد (انگلیسی: Ben Proud؛ زادهٔ ۲۱ سپتامبر ۱۹۹۴) ورزشکار ورزش شنا اهل بریتانیا است.
وی در مسابقات کشوری و بین‌المللی در مجموع برندهٔ ۶ مدال طلا، ۴ مدال نقره و ۶ مدال برنز شده‌است.